# 黑背燕尾
黑背燕尾（学名：Enicurus immaculatus），是雀形目鹟科的一种鸟类。

## 特征
黑背燕尾体重约25.5克，翼长约89.5毫米，嘴峰长约18.6毫米，喙宽度约3.4毫米，喙厚度约3.9毫米，跗蹠长约26.2毫米，尾长约114.4毫米。黑背燕尾是部分迁徙的鸟类，其栖息在半开放的河流环境中，食性为肉食性，主要食物来源是水生动物。

## 分布
印度北部至缅甸、中国西南部、泰国西北部的岩石溪流。